# Bryan van Dijk
Bryan van Dijk (Amersfoort, 8 februari 1981) is een voormalig Nederlands judoka. Zijn beste prestatie is het winnen van de bronzen medaille bij de Europese kampioenschappen 2006 in Tampere (–73 kg). Hij werd getraind door oud-topjudoka Theo Meijer maar stapte later over naar de Haarlemse sportschool Kenamju. Van Dijk, zevenvoudig Nederlands kampioen, had gedurende zijn loopbaan veelvuldig last van een schouderblessure.

## Erelijst

### Europese kampioenschappen
- 2006 Tampere, Finland (– 73 kg)

### Super Wereldbeker
- 2006 Hamburg, Duitsland (– 73 kg)

### Wereldbeker
- 2006 Rotterdam, Nederland (– 73 kg)
- 2009 Tunis, Tunesië (– 73 kg)